# Glaucos (dieu)
Pour les articles homonymes, voir Glaucos.
Dans la mythologie grecque, Glaucos (en grec ancien : Γλαῦκος / Glaûkos) est une divinité marine. Pêcheur d'Anthédon en Béotie selon Paléphatos, il est fils de Poséidon ; selon Platon entre autres auteurs, il est au départ un simple mortel, pêcheur de métier. Le géographe Mnaséas le dit fils d'Anthédon. Selon les Histoires incroyables de Paléphatos, il périt en mer. Comme il ne revenait pas, les gens se mirent à raconter qu'il habitait dans la mer et qu'il y vivait pour le reste de son existence.

## Mythe

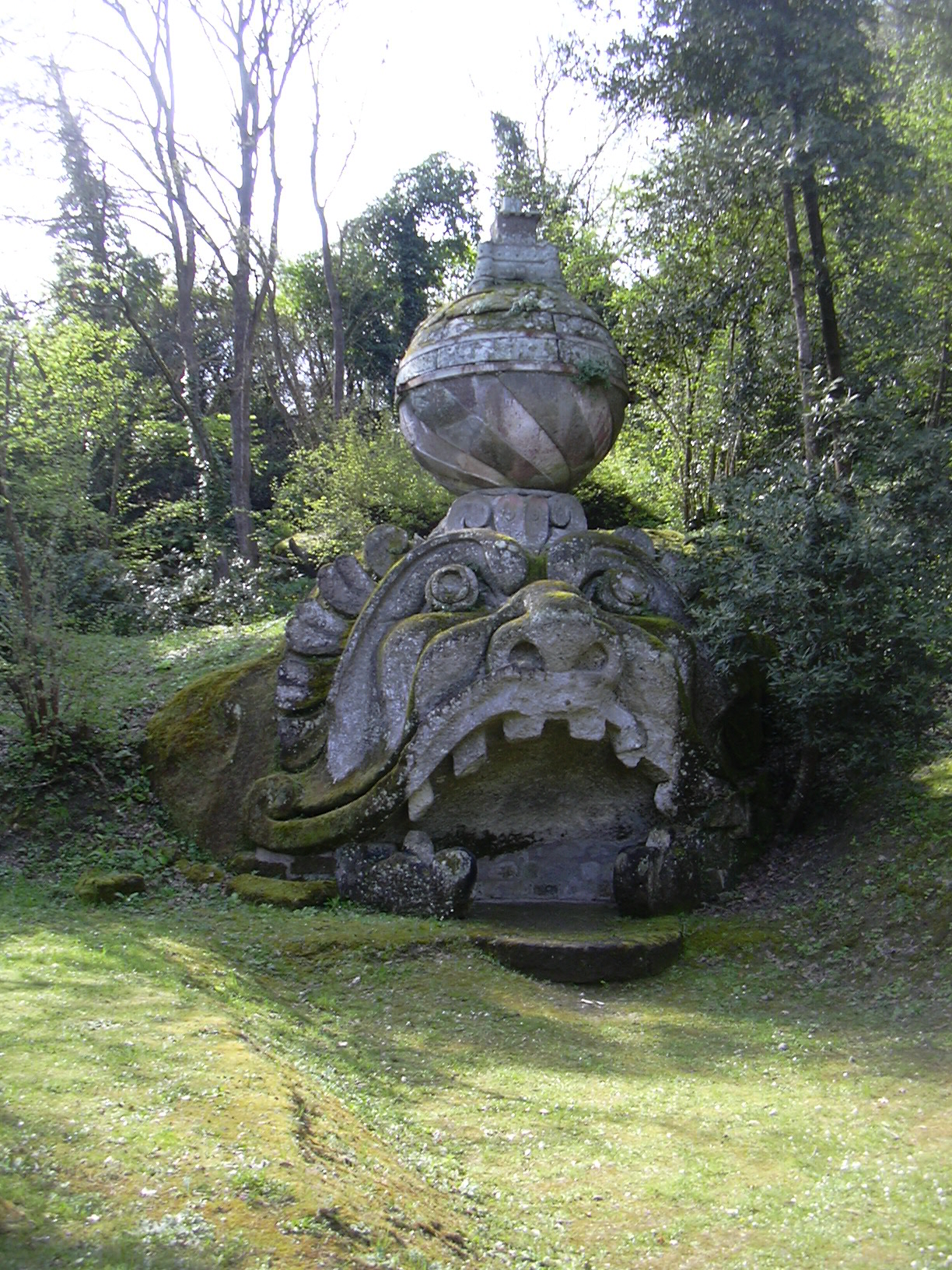
Protée-Glaucos aux Jardins de Bomarzo (Italie).

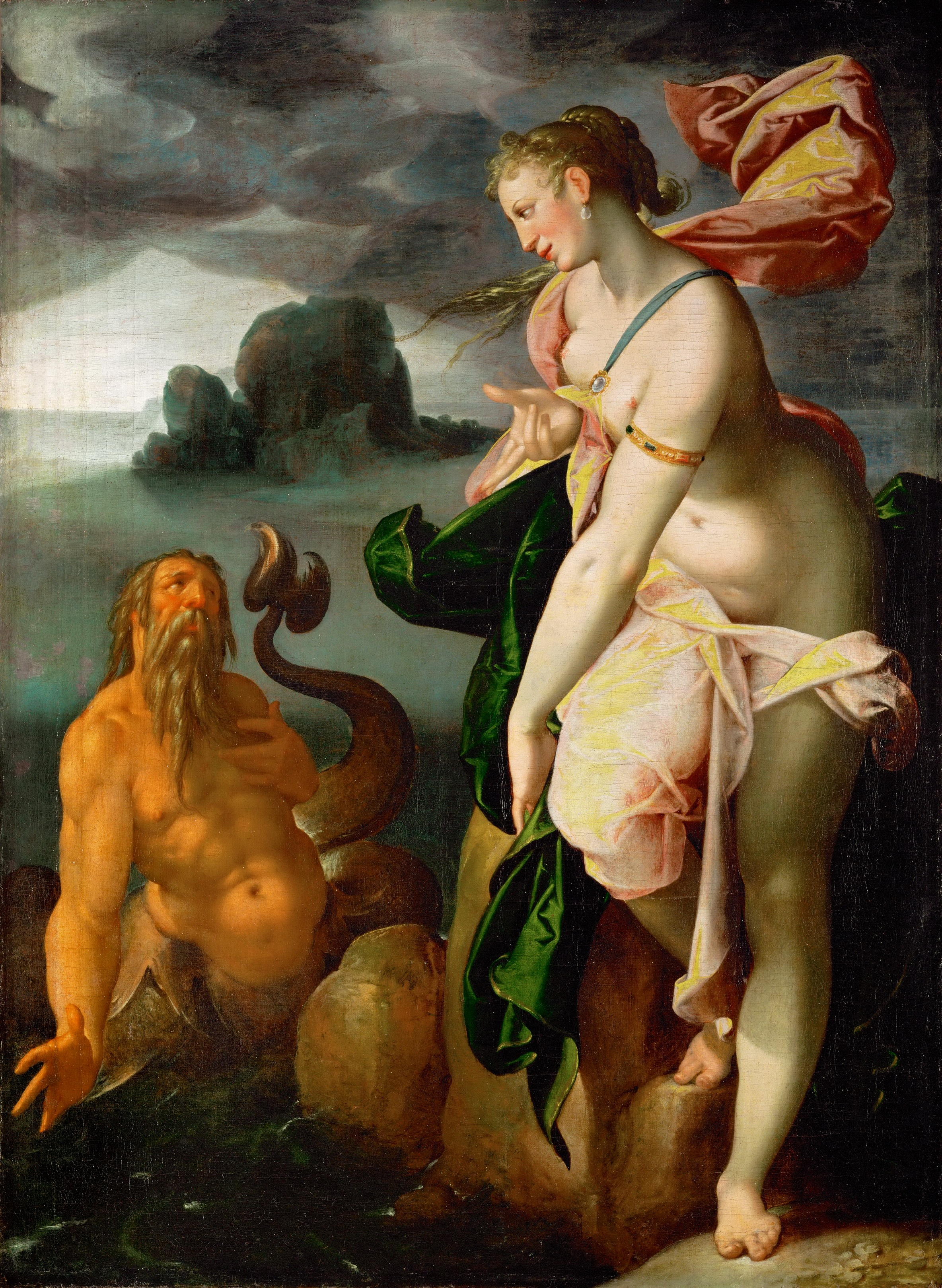
Bartholomeus Spranger, Glaucus et Scylla, 1580-1582, Kunsthistorisches Museum (Vienne).

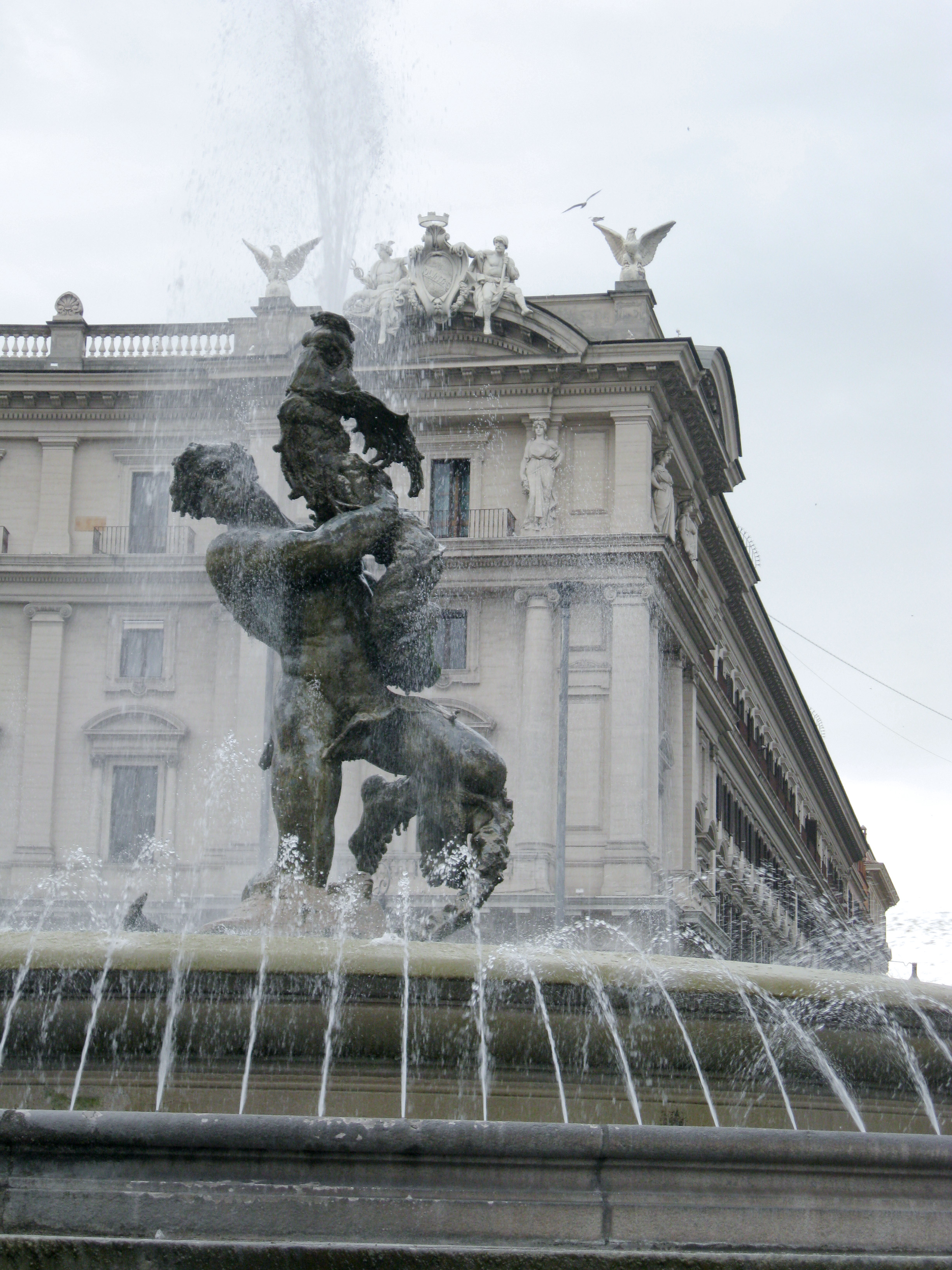
Glaucos à la Fontaine des Naïades (Rome, Italie).

Il vit un poisson sauter à terre et manger une herbe particulière avant de retourner à la mer : Eschrion de Samos dit que Glaucos devint immortel grâce à cet agrostis semé par Cronos, qu'il mangea. Il a également ranimé un lièvre grâce à une herbe dont il frotta l'animal ; désireux de savoir ce que l'herbe pouvait avoir pour effet sur lui, il se jeta à la mer ; dès lors, et selon le vœu de Zeus, il vécut dans la mer. Selon Les Étoliques, une histoire en prose de l’Étolie du poète Nicandre de Colophon, c'est Glaucos qui apprit à Apollon à rendre des oracles. Quelques vers iambiques d'Eschrion de Samos parlent de Glaucos au Livre VII des Deipnosophistes d'Athénée : « Glaucos le marin devint amoureux d'Hydnée, fille de Scyllos, le plongeur de Scione. »
Il est réputé vivre à Délos, entouré de Néréides. Amoureux de la nymphe Scylla, qui le repousse, il demande à la magicienne Circé un philtre d'amour. Or, éprise du dieu, jalouse, elle lui donne un poison qui transforme Scylla en monstre marin. Archiloque s'adresse à lui dans des vers rapportés par Héraclide du Pont :

« Vois Glaucos les flots qui déjà agitent les mers :
Vois les hauts sommets des Gyres d'épais nuages enveloppés,
Présage trop certain des plus affreux orages[réf. souhaitée] »

Chez Apollonios de Rhodes il apparaît aux Argonautes. Chez Euripide il apparaît à Ménélas, contrairement à ce qui est rapporté dans l’Odyssée, où Homère parle de Protée.
Pour Valerius Flaccus, Glaucos et la Néréide Cymothoé sauvèrent Hellé lorsqu’elle tomba du bélier volant à la toison d'or, Chrysomallos.

## Le Glaucos platonicien
Dans la République de Platon, qui analyse l’âme et commente la métempsychose, Glaucos représente l’âme, qu’il faut considérer dans l'état de dégradation de par l'union avec le corps, dégradée par son séjour dans le corps.

## Représentations
Le mythe de Glaucos est repris dans l'épisode 42 de La petite Olympe et les dieux (Glaucos et Scylla).